# Billy Harrison (cầu thủ bóng đá, sinh năm 1901)
William Harrison (26 tháng 9 năm 1901 – 1984) là một cầu thủ bóng đá người Anh từng thi đấu ở vị trí thủ môn ở English Football League cho Bury, và cũng thi đấu bóng đá non-league cho Scotforth, Marsh Wesleyans và Lancaster Town.